# SimCity 4
SimCity 4 is de vierde versie van het computerspel SimCity. Het werd ontwikkeld door Maxis en uitgegeven in 2003 door Electronic Arts. Het spel maakt deel uit van de SimCity-reeks uit de Sim-serie.

## Speel regionaal
In SimCity 4 is elke stad een deel van een regio. Elke stad in die regio kan met een andere stad verbonden worden, om aan handel te doen en werknemers uit te wisselen. De speler kan zelf de grootte van zijn stadsdeel kiezen, met groottes die variëren van 1 vierkante kilometer tot 16 vierkante kilometer.

## Spelmodi
Zodra de speler een nieuw spel begint, zijn er drie spelmodi die doorlopen kunnen worden: God mode, Mayor mode, en My Sim mode. De God mode en My Sim mode zijn optioneel.

### God mode
In de God mode kan de speler het terrein waarop de stad gebouwd gaat worden aanpassen (terravorming). Deze aanpassingen kunnen van zeer grootschalig, tot kleiner niveau zijn. In de Mayor mode is terravorming nog mogelijk, maar is dan veel kleinschaliger en dan kost het ook geld. Als er al een stad is gebouwd kan de speler vanuit de God mode verschillende rampen, zoals een orkaan of ufo's, loslaten op de stad.

### Mayor mode
De meest gebruikte modus is de Mayor mode, waarin de speler de stad volledig naar eigen wens kan inrichten. Er kunnen woon-, commerciële en industriegebieden (WCI) aangelegd worden. Ook moet de speler zorgen voor de infrastructuur van en naar deze gebieden en voor voorzieningen zoals scholen en politiebureaus.

### My Sim
Daarna is er nog de My Sim-modus, waarin de speler een zelfgekozen sim in zijn stad kan plaatsen, en diens leven op de voet kan volgen. Ook kan de speler in deze modus gebruikmaken van de YDI (You Drive It), waarin hij in zijn stad kan rondtoeren in verschillende voertuigen.

## Easter eggs
Er zijn verschillende zogenaamde Easter eggs te vinden in het spel, zoals kabouters die her en der op belangrijke gebouwen verschijnen, of ijscokarretjes die soundtracks uit SimCity 2000 spelen. Lama's zijn ook vaak voorkomende dieren in de Sim-spellen.

## Uitbreidingen
Er zijn verscheidene uitbreidingen beschikbaar, die de spelervaring naar een hoger niveau brengen en altijd iets nieuws laten zien. De officiële uitbreiding is SimCity 4: Rush Hour. Deze uitbreiding biedt veel opties om de stad te verbeteren, vooral op het gebied van de infrastructuur.
Naast dit uitbreidingspakket is er ook een door spelers gemaakte uitbreiding die nog verder gaat in het toevoegen van verschillende soorten transport (bijvoorbeeld rotondes, trams en hogesnelheidstreinen), genaamd Network Addon Mod. Ook is er de mogelijkheid om betere en waarheidsgetrouwe snelwegen aan te leggen, beter bekend als Real Highway Mod (RHW). Ook zijn er veel gebouwen en voertuigen te vinden op het internet. Een van de grootste sites is Simtropolis, waar men ook gebouwen kan downloaden voor Cities XL.
SimCity 4, Deluxe Editie is een bundeling van het originele SimCity 4 en SimCity 4: Rush Hour.

## De Sims en De Sims 2
De speler kan Sims uit The Sims importeren in het spel en buurten uit SimCity 4 exporteren naar De Sims 2.

## Muziek
De originele muziek werd niet alleen gecomponeerd door Jerry Martin maar ook door andere mensen. Er werd ook een soundtrackalbum uitgebracht van het spel. De muziek is ook te downloaden via iTunes.

### Nummers
- Sommige nummers zijn soms anders vermeld of heeft een andere naam.

| Nummer | Titel                       | Artiest(en)         | Duur | Mode       |
| ------ | --------------------------- | ------------------- | ---- | ---------- |
| *1     | Above the Clouds\From Above | Jerry Martin        | 3:59 | God Mode   |
| *2     | Shape Shifter\The Creator   | Jerry Martin        | 7:37 | God Mode   |
| 3      | Terrain                     | The Humble Brothers | 5:35 | God Mode   |
| 4      | Without Form                | Jerry Martin        | 6:30 | God Mode   |
| 5      | Taking Shape                | Bob Marshall        | 4:25 | God Mode   |
| 6      | Primordial Dream            | Michael Land        | 5:23 | God Mode   |
| 7      | Parallel View               | Kirk Casey          | 5:31 | God Mode   |
| 8      | Rush Hour                   | Jerry Martin        | 5:26 | Mayor Mode |
| 9      | By the Bay                  | Jerry Martin        | 6:05 | Mayor Mode |
| 10     | The New Hood                | Jerry Martin        | 5:18 | Mayor Mode |
| 11     | No Gridlock                 | Jerry Martin        | 7:52 | Mayor Mode |
| 12     | Re-Development              | Jerry Martin        | 5:09 | Mayor Mode |
| *12    | Bohemian Street Jam\Simmin  | Jerry Martin        | 5:39 | Mayor Mode |
| 13     | Urban Underground           | Anna Karney         | 5:05 | Mayor Mode |
| 14     | Street Sweeper              | Marc Russo          | 5:01 | Mayor Mode |
| 15     | Crosswalk Talk              | Onbekend            | 5:06 | Mayor Mode |
| 16     | Tarrmack                    | Kirk Casey          | 5:33 | Mayor Mode |
| 17     | Night Owl                   | Kirk Casey          | 5:20 | Mayor Mode |
| *18    | EpiCenter\Epicentre         | The Humble Brothers | 6:35 | Mayor Mode |
| 19     | Gritty City                 | Walt Szalva         | 5:32 | Mayor Mode |
| 20     | Zone System                 | Kent Jolly          | 3:35 | Mayor Mode |
| 21     | Transit Angst               | Robi Kauker         | 4:41 | Mayor Mode |
| 22     | Landfill                    | Marc Russo          | 5:19 | Mayor Mode |
| 23     | Oasis                       | The Humble Brothers | 6:08 | Mayor Mode |
| *24    | Gritty City\Rockin Down     | Walt Szalva         | 5:32 | Mayor Mode |

## Trivia
- Het spel is opgenomen in het boek 1001 Video Games You Must Play Before You Die van Tony Mott.
- Tijdens de ontwikkelfase (2000-2003) waren de Twin Towers onderdeel van het spel, maar deze werden verwijderd na de aanslagen op 11 september 2001. Wel is er een mod om deze twee gebouwen, die in eerdere versies van SimCity aanwezig waren, toe te voegen.